# Trevor Mingoia
Trevor Mingoia, född 18 januari 1992 i Fairport, New York, USA, är en amerikansk professionell ishockeyspelare som spelar för Kookoo i SM-Liiga.